# هوليوود ما قبل الكود

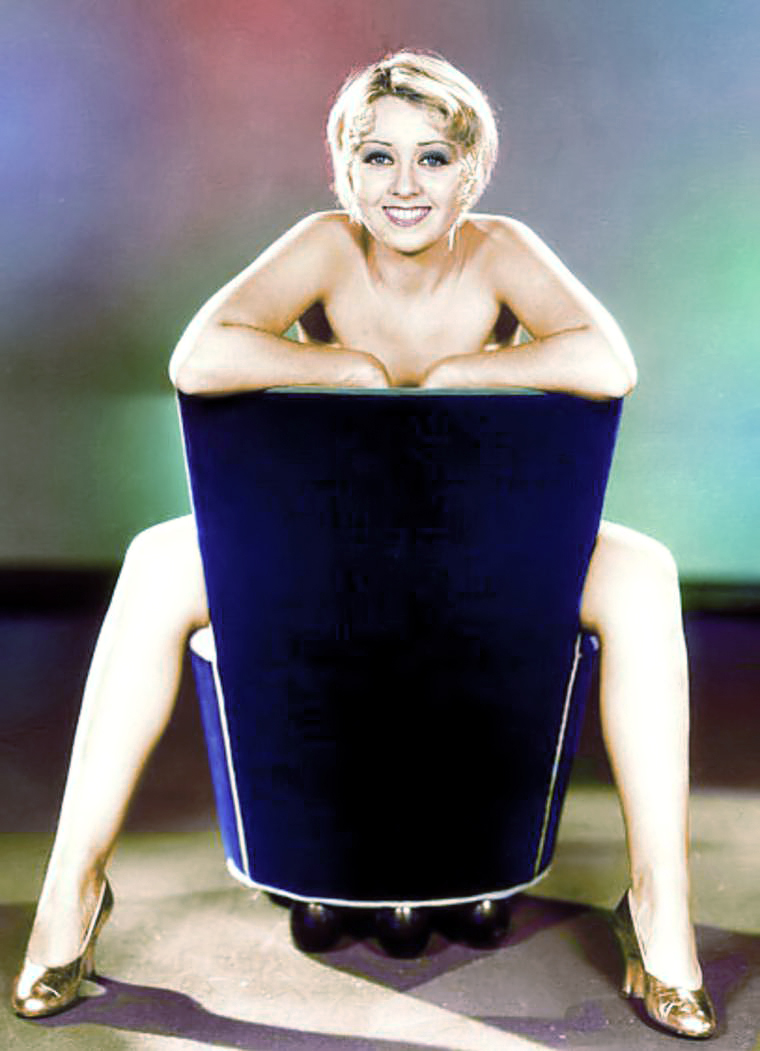

هوليوود ما قبل الكود فترةً قصيرةً مرت على قطاع صناعة الأفلام الأمريكية بين فترة الاعتماد الكبير على الصوت في الأفلام في عام 1929 وفترة إنفاذ إرشادات الرقابة على قانون إنتاج الأفلام، والمعروفة باسم «كود هايز»، في منتصف عام 1934. لم يُطبق الكود بصرامة حتى 1 يوليو من عام 1934 مع إنشاء إدارة قانون الإنتاج (PCA)، فعلى الرغم من اعتماد الكود منذ عام 1930، فقد كان الإشراف على تنفيذه شبه معدوم. قُيد محتوى الأفلام قبل عام 1934من خلال القوانين المحلية والمفاوضات بين لجنة علاقات الاستوديو (SRC) والاستوديوهات الرئيسية والرأي العام، أكثر مما قُيد نتيجة الالتزام الصارم بكود هايز، والذي غالبًا ما تجاهله صناع الأفلام في هوليوود.
نتيجةً لما سبق، تضمنت بعض الأفلام في أواخر عشرينيات وأوائل ثلاثينيات القرن العشرين صورًا مباشرةً أو مخفيةً حول الإساءات الجنسية المبطنة، والعلاقات الرومانسية والجنسية بين الأشخاص البيض والسود، والألفاظ النابية المعتدلة، والاستخدام غير القانوني للمخدرات، والعلاقات الجنسية غير الشرعية، والدعارة، والخيانة الجنسية، والإجهاض، والعنف الشديد، والمثلية الجنسية. لوحظ استفادة بعض الشخصيات الشريرة في هذه الأفلام من أفعالهم، دون أي انعكاسات تُذكر لهذه الأفعال. على سبيل المثال، اعتُبر العديد من أفراد العصابات في أفلام مثل ذا بابليك إينيمي وليتل سيزر وسكارفيس شخصيات بطولية وليست شريرةً. كانت الشخصيات النسائية القوية واسعة الانتشار في أفلام ما قبل الكود مثل فيميل وبيبي فيس وريد هيديد وومن. بحثت الأفلام في موضوعات الإناث التي لم يُعد النظر فيها إلا بعد عقود في الأفلام الأمريكية، بالإضافة إلى عرض الشخصيات النسائية القوية. بدأ العديد من نجوم هوليوود الكبار مثل كلارك غيبل وباربارا ستانويك وجوان بلونديل وإدوارد روبنسون مسيرتهم الاحترافية في ذلك العصر. نسي العامة عددًا من النجوم الآخرين الذين برزوا خلال هذه الفترة كروث شاترتون (التي انتقلت إلى السينما الإنجليزية) وإرين ويليام (المعروف باسم «ملك ما قبل الكود»، والذي توفي في عام 1948) بعد جيل من ذلك.
أطلق الروم الكاثوليك الأمريكيون حملة ضد ما اعتبروه غير أخلاقي في السينما الأمريكية، ابتداءً من أواخر عام 1933 وبشكل متصاعد طوال النصف الأول من عام 1934. شكل ذلك الأمر بالإضافة إلى السيطرة الحكومية المحتملة على رقابة الأفلام والبحوث الاجتماعية التي أشارت إلى إمكانية تعزيز الأفلام التي اعتُبرت غير أخلاقية آنذاك للسلوكيات السيئة ضغطًا كافيًا لإجبار الاستوديوهات على الاستسلام لمزيد من الإشراف على الأفلام.

## هوليوود خلال الكساد الكبير
اعتُبر الكساد الكبير فترةً خاصةً في قطاع صناعة الأفلام في الولايات المتحدة. غيرت الكارثة الاقتصادية الناجمة عن انهيار السوق المالي لعام 1929 القيم والمعتقدات الأمريكية بعدة طرق. فقدت مواضيع الخصوصية الأمريكية والمفاهيم التقليدية للإنجاز الشخصي والاعتماد على الذات والتغلب على الصعاب قيمتها المُعتبرة. ازداد شعور الأمريكيين بالامتعاض مما حصل، بسبب استمرار السياسيين في تقديم ضمانات اقتصادية فارغة في السنوات الأولى من الكساد الاقتصادي.
عكست أفلام هوليود خلال تلك الفترة مواقف العديد من الفئات المستهدفة من هذه الأفلام، وذلك من خلال ما أثارته هذه الأفلام من سخرية وتحدي للمعتقدات التقليدية وجدل السياسي، واختفى معها نمط أفلام عشرينيات القرن الماضي الذي صور حياة المغامرات الخالية من الهموم. علق فرنسيس سكوت فيتسجيرالد على ذلك في عام 1931 قائلًا «بدا عصر الجاز بعد عامين من بداية الكساد قديمًا قدم الأيام التي سبقت الحرب». اعتُبر فهم المناخ الأخلاقي في أوائل ثلاثينيات القرن العشرين أمرًا معقدًا، وفقًا للمعنى الذي لاحظه فيتسجيرالد. نظر الكثيرون في أمريكا إلى انهيار السوق المالي على أنه نتاج تجاوزات العقد السابق، على الرغم من عرض الأفلام لمستوى غير مسبوق من الحرية وتجرئها على تصوير الأشياء التي بقيت مخفيةً لعدة عقود. ازداد اعتبار تلك الأحداث تمهيدًا لانهيار السوق المالي بشكل ملحوظ، بالنظر إلى عشرينيات القرن الماضي. ظهرت راقصات من نمط حفلات عشرينيات القرن العشرين إلى حد الإسراف في مشاهد الحفلة المثيرة في فيلم ارقصوا أيها الحمقى (1931). أصلحت جوان كراوفورد أعمالها في النهاية منقذةً مسيرتها الفنية؛ يُعتبر ويليام باكويل الأقل حظًا بين ممثلي تلك الفترة، إذ استمر في إهمال طريقة اختياره لأدواره حتى دمر مسيرته الفنية بنفسه في نهاية المطاف.
ألف ميلتون أجير وجاك يلين أغنية «هابي دايز آر هير أغين» من أجل فيلم رين أور شاين (1930). كررت بعض الشخصيات في العديد من الأفلام مثل أندر إيتين (1931) و20,000 ييرز إن سينغ سينغ (1933) استعمال الأغنية بطريقة ساخرة. كانت صورة الولايات المتحدة المستقبلية المقدمة في هيروز فور سيل لعام (1933) أقل كوميديةً، إذ يصفن المشرد في الفيلم في ليلة كئيبة ويقول، «إنها نهاية أمريكا».
أخرج ويليام آيه. ويلمان –المخرج غزير الإنتاج- فيلم هيروز فور سيل، وأدى نجم الفيلم الصامت المميز ريتشارد بارثلميس دور محارب الحرب العالمية الأولى القديم، المشرد في الشوارع والمدمن على المورفين بسبب إقامته في المستشفى. يقود الشاب الذي يمثل فرانكي دارو دوره مجموعةً من الأحداث المعدمين المتسكعين الذين يتشاجرون بشكل دائم مع الشرطة في فيلم وايلد بويز أوف ذا رود (1933). شاع صيت هذه العصابات في تلك الفترة، إذ سافر نحو 250 ألف شاب بواسطة القطارات أو سيرًا على الأقدام بحثًا عن ظروف اقتصادية أفضل في أوائل ثلاثينيات القرن الماضي.
تطلب عرض أفلام السينما الناطقة في عام 1927 إنفاقًا هائلاً في مراحل مزامنة الصوت، وعلى أكشاك التسجيل، والكاميرات، وأنظمة الصوت في دور العرض، ناهيك عن التعقيدات الفنية الجديدة لإنتاج الأفلام في وسط متغير جذريًا، ما زاد من تعقيد الأمور بالنسبة إلى الاستوديوهات. كانت الاستوديوهات آنذاك في وضع مالي صعب حتى قبل انهيار السوق المالي، إذ شارفت الاستديوهات على الإفلاس نتيجة عمليات الانتقال إلى أفلام السينما الناطقة وبعض المجازفات بشراء سلاسل دور العرض. أدت هذه الظروف الاقتصادية إلى فقدان نحو نصف عدد مرتادي السينمات الأسبوعي وإغلاق نحو ثلث دور العرض في البلاد خلال السنوات القليلة الأولى من الكساد الكبير. ومع ذلك، ارتاد 60 مليون أمريكي السينمات أسبوعيًا.
كانت اعتبارات الانتقال إلى أفلام السينما الناطقة فنيةً بحتةً، بصرف النظر عن الحقائق الاقتصادية المتعلقة بها. غالبًا ما لوحظ أن الأفلام الناطقة المبكرة مسهبة للغاية. انتقد كار لايمل الدعابات المستمرة في الأفلام الناطقة في عام 1930، وتساءل المخرج إرنست لوبيتش عن الغرض من الكاميرا إذا كانت الشخصيات ستسرد جميع الأحداث التي تظهر على الشاشة. قاوم قطاع صناعة الأفلام أيضًا منافسة الراديو المنزلي، وغالبًا ما بذلت الشخصيات في الأفلام قصارى جهدها لتقليل وسط المنافسة. لم تكن صناعة السينما أسمى من استعمال الوسيلة الجديدة [الأفلام الناطقة] لبث الإعلانات التجارية لمشاريعها، كما أنها حولت نجوم الإذاعة في بعض الأحيان إلى ممثلين بأدوار قصيرة للاستفادة من دمج المتابعين في القطاعين.
تغلغلت الأفلام في أعماق الحياة الأمريكية في ظل الكساد من خلال تمثيل خوف الحشود الغاضبة، الذين صُوروا في حالة من الذعر الهستيري في أفلام مثل غابرييل أوفر ذا وايت هاوس (1933)، وذا مايور أوف هيل (1933)، وأميريكان مادنيس (1932).